# Ácido giberélico
El ácido giberélico (o giberelina A3, AG, y AG3) es una fitohormona que se encuentra en plantas.  Su fórmula química es C19H22O6. Cuando se encuentra purificada, es un polvo cristalino blanco a pálido amarillo, soluble en etanol y algo soluble en agua.
El AG, ácido giberélico es una simple giberelina, que promueve el crecimiento y la elongación celular. Este ácido estimula a las células de las semillas germinantes a producir moléculas de ARN mensajero (ARNm) que codifican las enzimas hidrolíticas.  El ácido giberélico es una fitohormona muy potente cuya presencia natural en plantas controla su desarrollo. Sabiéndose de su poder regulatorio, las aplicaciones en concentraciones muy bajas pueden producir efectos profundos, mientras que en concentraciones muy altas pueden tener un efecto opuesto o inducir tolerancia. Se usa generalmente en concentraciones de 0,01 a 10 mg/L .
El AG fue primero identificado en Japón en 1935, como un subproducto metabólico del fitopatógeno  Gibberella fujikuroi,  que enferma al arroz; la variedad fujikuroi de plantas infectadas desarrolla bakanae, causándole un exagerado crecimiento, por lo que la planta se muere por no soportar su propio peso.
Las giberelinas tienen un número de efectos sobre el desarrollo vegetal: 
1. estimulan rápido crecimiento de tallos
2. inducen divisiones mitóticas en las hojas de algunas especies
3. incrementan la tasa de germinación de semillas

El AG se usa a veces en laboratorio y en invernáculo para acelerar la germinación de semillas que de otro modo permanecerían en dormancia. Es muy usado en la industria de las vides como la hormona inductora de la producción de más largos sarmientos, especialmente Sultanina (variedad sin semilla), y en  Okanagan se usa en la industria de las cerezas como regulador de crecimiento.